# Осада Новогрудка (1314)
Осада Новогрудка 1314 года — боевые действия, в ходе которых крестоносцы Тевтонского ордена стремились взять город Новогрудок, расположенный на территории Великого княжества Литовского.

## Предыстория
С XIII века проходили войны крестоносцев (Тевтонский орден и подконтрольный ему Ливонский орден) и Великого княжестве Литовского. В качестве основания для походов против ВКЛ и завоевания его территорий выдвигалось языческое вероисповедание литовское населения Княжества, которое, согласно представлениям крестоносцев, подлежало крещению. Рыцари Ордена регулярно подвергали разорению следующие земли Великого княжества Литовского — Жемайтию и Гродненскую землю. Великие князья литовские проводили походы в Пруссию и Ливонию, также разоряя земли крестоносцев. Одна из целей воюющих сторон заключалась в установлении контроля над рекой Неман. Тевтонский орден обладал сильной военной организацией, ориентированной на постоянное ведение войны. С начала XIV века к Ордену присоединилось рыцарство из ряда католических государств Европы для участия в войнах против язычников.

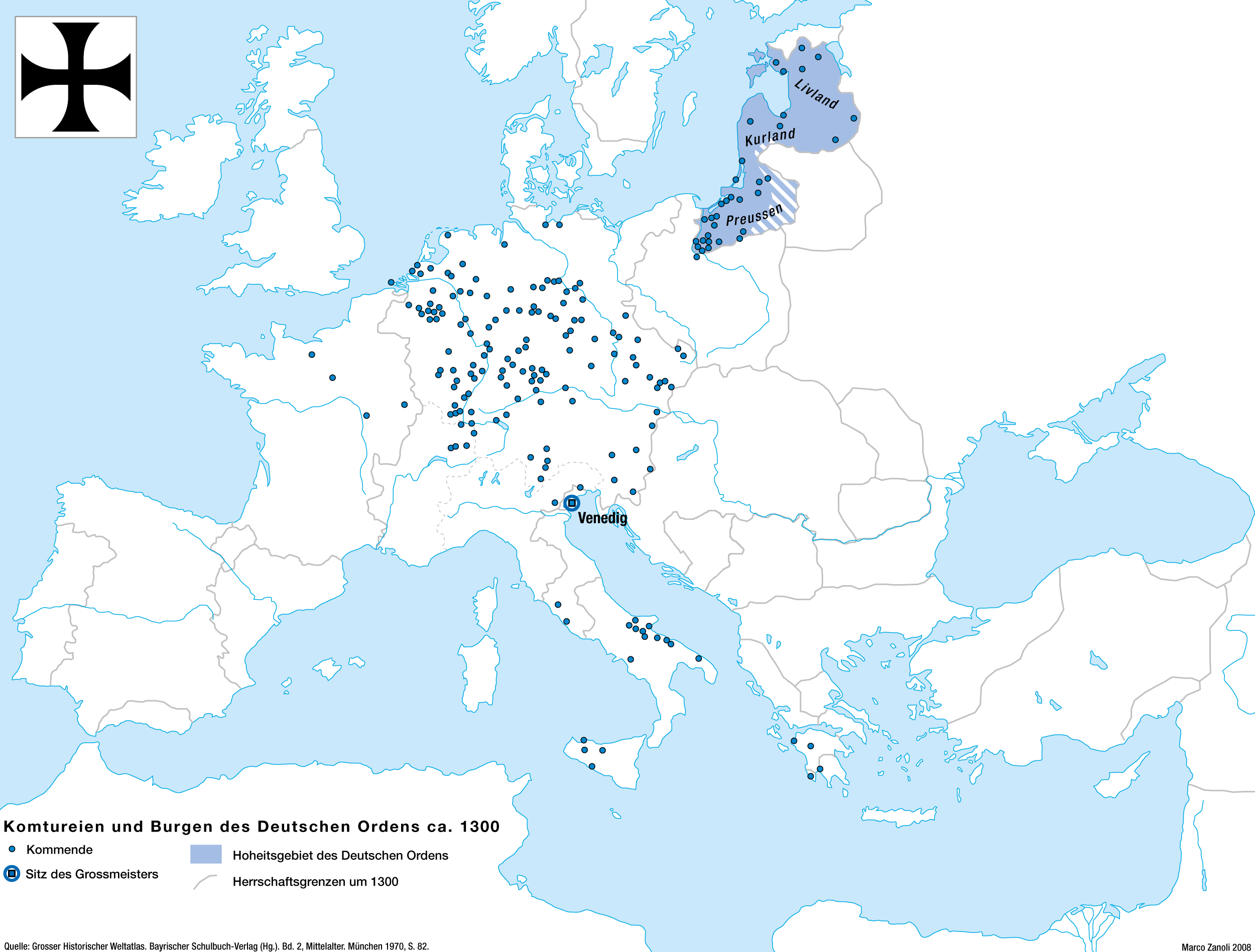
Земли и филиалы Тевтонского ордена в 1300 году

В конце XIII — начале XIV веков Тевтонский орден вел непрерывные военные действия против Литвы. Последствием подобного положения стало то, что в первом десятилетии XIV века хозяйственная деятельность на окраинах ВКЛ стала практически невозможной. Однако в том же десятилетии происходит ослабление Ливонского ордена, что позволило литовцам перехватить инициативу в противостоянии с ливонскими крестоносцами. В 1297 года началась война между Орденом и Ригой, и рижане стали искать помощи у великого князя литовского Витеня, в итоге Великое княжество Литовское и Рига стали воевать против Ливонского ордена. В 1307 году литовцы по просьбе полочан выбили крестоносцев из Полоцка. Результатом этих событий стало то, что нападения Ливонского ордена на Литву с 1297 года прервались до 1330 года. 
Однако продолжались войны между ВКЛ и Тевтонским орденом. В 1311 году во время похода в земли данного ордена великий князь литовский Витень был разбит в битве при Воплавках. Это временно сорвало планы Витеня по походам в земли этого противника и позволило тевтонским рыцарям усилить давление на приграничные регионы.

## Осада Новогрудка

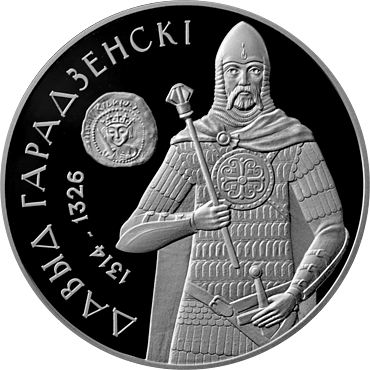
Давыд Гродненский на памятной монете Нацбанка Беларуси

Новогрудский замок был хорошо укреплен и находился на холме с крутыми склонами.
Литовский историк Э. Гудавичус отмечает то, что поход на Новогрудок был одним из ударов Тевтонского ордена по флангам литовской обороны на Немане с целью ее ослабления.
Во время похода на Новогрудок 1314 года великим магистром Тевтонского ордена был Карл фон Трир. Руководил данным походом маршал Тевтонского ордена Генрих фон Плоцке, при осуществлении этой военной экспедиции он рисковал иметь дело со следующими трудностями. Крестоносцам нужно было пройти примерно 500 километров, из которых больше половины пути представляли собой безлюдную и труднопроходимую Галиндийскую пущу и земли враждебного для них государства. Генрих фон Плоцке планировал, избавившись от всего, что замедляет передвижение, оперативно достичь Новогрудка, оставив Гродненский замок в стороне. Поэтому по пути к землям Великого Княжества Литовского был создан охраняемый склад съестных припасов (или промежуточный бивуак). Второй склад с припасами и охраной был оставлен недалеко от Гродно. 

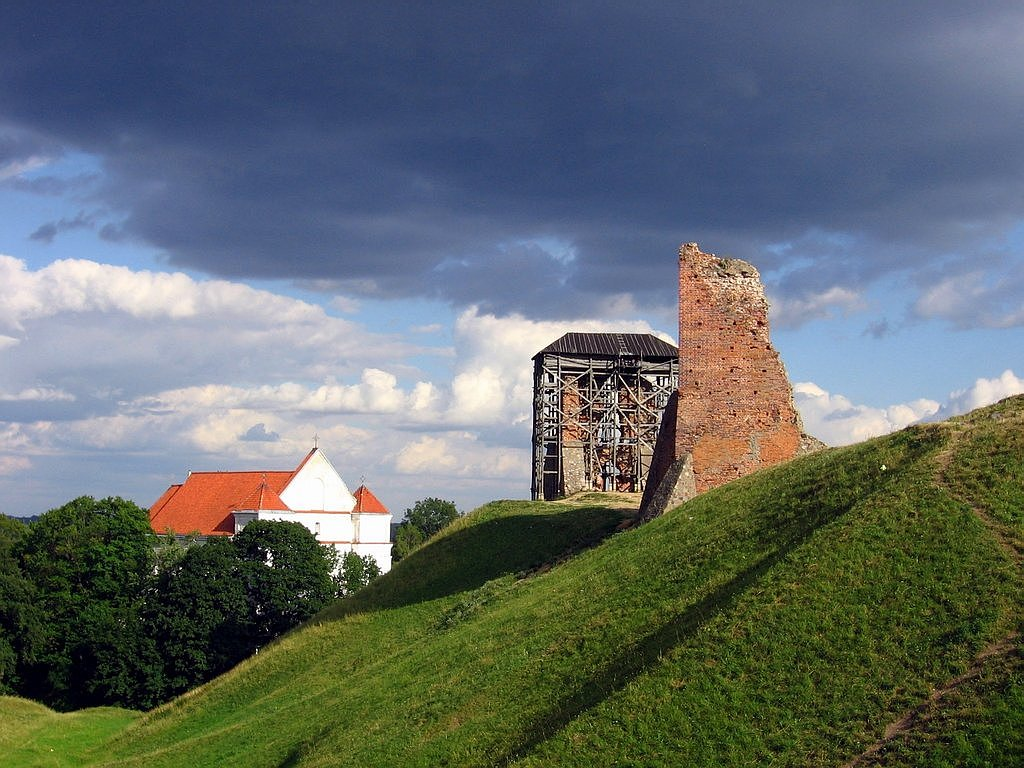
Панорама замка (в современности), вид со стороны холма Адама Мицкевича.

Белорусский историк Р. Гагуа пишет о том, что крестоносцы взяли и разрушили город (все кроме замка), а потом стали штурмовать Новогрудский замок. Советский историк М. Ткачев пишет то, что в сентябре 1314 года маршал Тевтонского ордена Генрих фон Плоцке взял в осаду Новогрудский замок. Крестоносцы предприняли штурм его укреплений, во время которого задействовали камнеметы. Однако гарнизон отбил приступ завоевателей. Р. Гагуа отмечает то, что в ходе штурма обе стороны понесли большие потери. По его мнению, рыцари штурмовали Новогрудский замок только один раз, после чего прекратили попытки взять замок. Однако М. Ткачев считает, что было 2 штурма и после первого войска Генриха фон Плоцке создали лагерь у города. Помимо попыток овладеть Новогрудком, захватчики разорили его окрестности. На следующий день крестоносцы провели второй штурм. М. Ткачев отмечает то, что перед данным штурмом замка они оставили свои доспехи в обозе и пошли на приступ на легке, т. к. в доспехах это делать было не удобно. Осажденные бросали на штурмующих большие бревна и камни, атаковали их при помощи копий, луков, арбалетов. Во время второй попытки взять Новогрудок крестоносцы понесли ощутимые потери. Согласно версии М. Ткачева, в это время неприятным событием для завоевателей стало внезапное нападение на их лагерь, вероятно, немногочисленного отряда под руководством гродненского каштеляна Давыда Гродненского. Он смог незаметно захватить их военный лагерь, который охраняло только 30 человек (они были убиты). В итоге Давыд захватил все военное снаряжение, провиант, 1500 боевых лошадей и весь обоз крестоносцев. Данный каштелян смог еще сильнее ухудшить ситуацию для войск Ордена, захватив весь провиант на промежуточных бивуаках (или охраняемых складах), который захватчики оставили на обратную дорогу. По мнению М. Ткачева, после этих событий Орден снял осаду Новогрудка и начал отход назад, своих раненных они оставили. Р. Гагуа не согласен с тем, что Давыд Гродненский захватил военный лагерь крестоносцев, но согласен с тем, что данный полководец захватил склады с провиантом крестоносцев. Он считает, что склад с продовольствием, размещенный захватчиками недалеко от Гродно, охраняли 30 человек, после их разгрома Давыд и захватил 1500 лошадей вместе со складом. Причиной ухода завоевателей данный историк считает то, что после неудачного штурма они не рискнули на долго оставаться на территории враждебного им государства вдали от своих границ. Отступая в подконтрольные им земли крестоносцы пытались добыть продовольствие и корм для оставшихся у них лошадей, но их преследовали летучие отряды гродненцев и пресекали такие попытки. Войско крестоносцев пострадало от голода, в итоге они съели своих лошадей, а также стали употреблять в пищу траву и коренья. Тяжелые условия отступления стали причинами смерти значительной части войска завоевателей. Через 6 недель долгого пути остатки рыцарской армии вернулись в земли Ордена. С  версией М. Ткачева согласны белорусские историки В. Носевич, Н. Иващенко. Версия белорусского историка В. Позднякова похожа на мнение М. Ткачева, этот ученый придерживается мнения о том, что Давыд разбил крестоносцев, осаждавших Новогрудок и захватил обоз крестоносцев, 1500 коней, военную амуницию.  
Литовский историк Э. Гудавичус выдвигает иную версию произошедшего. По его мнению, в ходе этого похода войска Тевтонского ордена сожгли Новогрудок. Однако вышеназванный ученый отмечает то, что в ходе боевых действий крестоносцы несли большие потери.

## Последствия
Белорусский историк Р. Гагуа считает то, что после неудачной попытки взять Новогрудок крестоносцы в течение 1315 года не предпринимали военных экспедиций и перешли к обороне. Однако литовский историк Э. Гудавичус пишет то, что в 1315 году они разрушили предградья Велюоны.